# Werkgymnasium Heidenheim
Das Werkgymnasium (kurz: WeG) ist eines von vier allgemeinbildenden Gymnasien der Stadt Heidenheim und das einzige Ganztagsgymnasium im Kreis Heidenheim (Baden-Württemberg).
Es ist ein mathematisch-naturwissenschaftliches Gymnasium, bei dem der Lehrplan von der fünften Klasse bis zum Abitur um „Praktische Kurse“ erweitert ist.

## Geschichte
Das Werkgymnasium nahm am 9. September 1971 in der Bergschule (Bergstraße 17) den Unterricht auf.
Die Einweihung des Gymnasiums in der Bergschule fand am 11. Oktober 1971 im Beisein von Kultusminister  Hahn statt. Die Grundsteinlegung für den Neubau des Werkgymnasiums in der Römerstraße 101 war am 18. Oktober 1976, das Richtfest wurde ca. ein Jahr später am 12. Oktober 1977 gefeiert.
Erich Ott wurde am 1. August 1978 kommissarischer Leiter des Werkgymnasiums. Der Unterricht im Neubau startete am 22. Januar 1979. Am 6. Februar desselben Jahres eröffnete die Stadtbibliothek ihre Zweigstelle „Stadtbibliothek Ost“ im Werkgymnasium.  Das Werkgymnasium wurde am 8. Oktober 1979  durch Kultusminister  Herzog eingeweiht. Die Baukosten betrugen 23 Millionen DM (≈11,8 Mio. €).
Das erste Abitur wurde am 25. Juni 1980 abgelegt.
Der Förderverein Werkgymnasium e. V. wurde am 14. Mai 1981 in das Vereinsregister eingetragen.  Der Baubeginn für die Sporthalle des Werkgymnasiums war am 11. Juni 1981.
Im Dezember 1982 wurde die Modellschule Werkgymnasium zur Regelschule. Die Sporthalle des Werkgymnasiums wurde am 12. Oktober 1983 von Oberbürgermeister Martin Hornung ihrer Bestimmung übergeben. Die Kosten betrugen 6,4 Millionen DM (≈3,3 Mio. €).
Im August 2006 übernahm Werner Schölzel, der ehemalige stellvertretende Schulleiter, die Leitung des Werkgymnasiums, nachdem Erich Ott in den Ruhestand gegangen war.
Zum 1. August 2018 übernahm Ralf Kiesel, zuvor stellvertretender Schulleiter, die Leitung des Werkgymnasiums.

## Bildung
In der 5. Klasse erhalten die Schüler in Fortsetzung zur Grundschule Englischunterricht. In der 6. Klasse dürfen sich die Schüler zwischen Französisch und Russisch entscheiden.
In den Klassenstufen 5 und 6 findet der Praktische Grundkurs (PGK) statt, wobei fächerübergreifende Projekte aus Kunst, Technik und Naturphänomene durchgeführt werden. Schüler der Klassenstufe 7 lernen die vier Kurse kennen, aus denen sie sich ab Klasse 8 bis zum Abitur für einen entscheiden:
| Kurs | Inhalt                                   | Beispiel                                               |
| ---- | ---------------------------------------- | ------------------------------------------------------ |
| A    | Technisch-Ingenieurwissenschaftlich      | Bau eines Netzgerätes                                  |
| B    | Naturwissenschaftlich-Experimentell      | Biologische und chemische Untersuchung eines Gewässers |
| C    | Visuelle Kommunikation und Produktdesign | Offsetdruck/Reprografie                                |
| D    | Digitale Medientechnik und Mediendesign  | Desktoppublishing                                      |

Das Werkgymnasium ist zudem eines der drei Gymnasien, in denen der Unterricht des Abendgymnasiums Ostwürttemberg stattfindet.

## Kultur
Neben der Theater-AG gibt es am Werkgymnasium zwei Chöre und eine Big Band.

### Big Band
Jazz wird am Werkgymnasium von der WeG-Jazzband musiziert. Die von Musik- und Deutschlehrer Joachim Kocsis geleitete Band spielt primär traditionelle Arrangements beispielsweise von Duke Ellington, Spencer Williams oder Glenn Miller.
Das Ensemble wird regelmäßig zu außerschulischen Veranstaltungen, wie zum Beispiel die Eröffnung des „Deutschen Katholikentages“ in Ulm und auf die Landesgartenschau in Heidenheim, eingeladen.  Zwei Konzertreisen führten bisher nach Frankreich.

## Schüleraustausch
Internationale Schüleraustausche finden mit Schulen folgender Städte statt:
- Vereinigte Staaten: Paradise (Kalifornien)
- Frankreich: Poisy
- Ukraine: Lemberg
- Kasachstan: Almaty

## Ehemalige Schüler
- Nina-Friederike Gnädig, Schauspielerin
- Oliver Schröm, investigativer Journalist[19]
- Jochen Stöckle, Hörfunkjournalist und -moderator[20]
- Markus Völter, Autor und Referent zum Thema Softwarearchitektur[21]
- Christian Füllmich, Filmproduzent

## Schulleiter
- Günter Moser (1971–1977)
- Erich Ott (1978–2006)
- Werner Schölzel (2006–2018)
- Ralf Kiesel (seit 2018)